# The Maniac Cook
The Maniac Cook è un cortometraggio muto del 1909 diretto da David W. Griffith. Prodotto e distribuito dall'American Mutoscope & Biograph, il film era interpretato da Anita Hendrie e Marion Leonard.

## Trama
Una cuoca, improvvisamente impazzita, cerca di uccidere il bambino della famiglia per cui lavora.

## Produzione
ll film fu prodotto dall'American Mutoscope & Biograph

## Distribuzione
Il copyright del film, richiesto dall'American Mutoscope and Biograph Co., fu registrato il 30 dicembre 1908 con il numero H120836.
Distribuito dall'American Mutoscope & Biograph, il film - un cortometraggio di nove minuti - uscì nelle sale il 4 gennaio 1909.
Non si conoscono copie ancora esistenti della pellicola che viene considerata presumibilmente perduta
.